# Linie následnictví egyptského trůnu
Následnictví egyptského trůnu se za dob monarchie (do roku 1953) plně řídilo zásadou salického práva (tj. ženy a jejich potomci jsou podle muslimských zvyků úplně vyloučeny z následnictví trůnu) stejně jako ve všech muslimských monarchiích. Následnictví trůnu bylo omezeno na mužské potomky chediva Muhammada Alího (dynastie Muhammada Alího) v mužské linii dle primogenitury a muslimské víry tj. následníkem trůnu je nejstarší syn, poté jeho nejstarší syn popř. bratr, starší syn má přednost před mladším, prvorozený vnuk před druhorozeným synem, starší linie před mladší, atd.
Současným pretendentem trůnu a hlavou dynastie Muhammada Alího je poslední egyptský král Ahmet Fuad II.
Následnictví trůnu upravovala egyptská ústava z roku 1923 konkrétně její článek 32, který dále odkazoval na královský dekret o následnictví z 13. dubna 1922 (15. Shaban 1340 AH). Předtím byl stejný systém následnictví pro egyptské vládce stanoven v dekretu osmanského sultána z 27. května 1866. Před tímto datem se jako následnický systém v Egyptě používal seniorát.

## Současná linie následnictví
Linie následnictví egyptského trůnu:
- JV Muhammad Alí Paša (1769–1849), místokrál
  -  JV Ismaíl I. Paša (1830–1895), místokrál
    -  JV sultán Husejn Kamil (1853–1917)
    -  JV král Fuad I. (1868–1936)
      -  JV král Farúk I. (1920–1965)
        -  JV král Fuad II. (*1952)
          - (1) JKV korunní princ Muhammad Alí (*1979)
            - (2) JKV princ Fuad Záhir (*2017)

          - (3) JKV princ Fakhruddin (*1982)

    -  JV Taufík I. (1852–1892), místokrál
      -  JV Abbás II. Hilmí (1874–1944), místokrál
        -  JKV Muhammad Abdel Moneim (1899–1979), regent
          - (4) JV Abbás Hilmí (*1941)
            - (5) JE Daoud Abdel Moneim (*1979)